# Гергань
Гергань, Гергані (рум. Ghergani) — село у повіті Димбовіца в Румунії. Адміністративно підпорядковане місту Рекарі.
Село розташоване на відстані 36 км на північний захід від Бухареста, 38 км на південний схід від Тирговіште, 113 км на південь від Брашова.

## Населення
За даними перепису населення 2002 року у селі проживали 804 особи. Рідною мовою 803 особи (99,9%) назвали румунську.
Національний склад населення села:
| Національність | Кількість осіб | Відсоток |
| -------------- | -------------- | -------- |
| румуни         | 789            | 98,1%    |
| цигани         | 14             | 1,7%     |